# Старчево-Велике
Старчево-Велике (пол. Starczewo Wielkie) — село в Польщі, у гміні Дзежонжня Плонського повіту Мазовецького воєводства.
Населення — 133 особи (2011).
У 1975-1998 роках село належало до Цехановського воєводства.

## Демографія
Демографічна структура станом на 31 березня 2011 року:
|          | Загалом | Допрацездатний вік | Працездатний вік | Постпрацездатний вік |
| -------- | ------- | ------------------ | ---------------- | -------------------- |
| Чоловіки | 69      | 12                 | 50               | 7                    |
| Жінки    | 64      | 15                 | 32               | 17                   |
| Разом    | 133     | 27                 | 82               | 24                   |